# Билгорайский повет
Билгорайский повет (пол. Powiat biłgorajski) — повет (район) в Польше, входит как административная единица в Люблинское воеводство. Центр повята — город Билгорай. Занимает площадь 1677,79 км². Население — 102 467 человек (на 31 декабря 2015 года).

## Административное деление
- города: Билгорай, Фрамполь, Юзефув, Тарногруд
- городские гмины: Билгорай
- городско-сельские гмины: Гмина Горай, Гмина Тарногруд, Гмина Фрамполь, Гмина Юзефув
- сельские гмины: Гмина Александрув, Гмина Билгорай, Гмина Бища, Гмина Ксенжполь, Гмина Лукова, Гмина Обша, Гмина Поток-Гурны, Гмина Терешполь, Гмина Туробин

## Демография
Население повета дано на 31 декабря 2015 года.
| Перепись            | Всего   | Мужчины | Женщины |
| ------------------- | ------- | ------- | ------- |
| Всего               | 102 647 | 50 576  | 52 071  |
| Городское население | 34 232  | 16 450  | 17 782  |
| Сельское население  | 68 415  | 34 126  | 34 289  |

## Фотографии

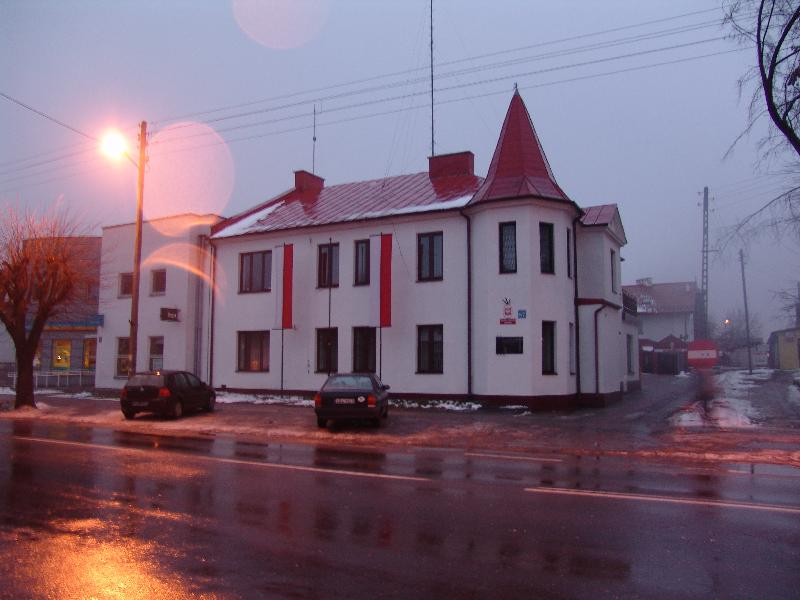
Управление
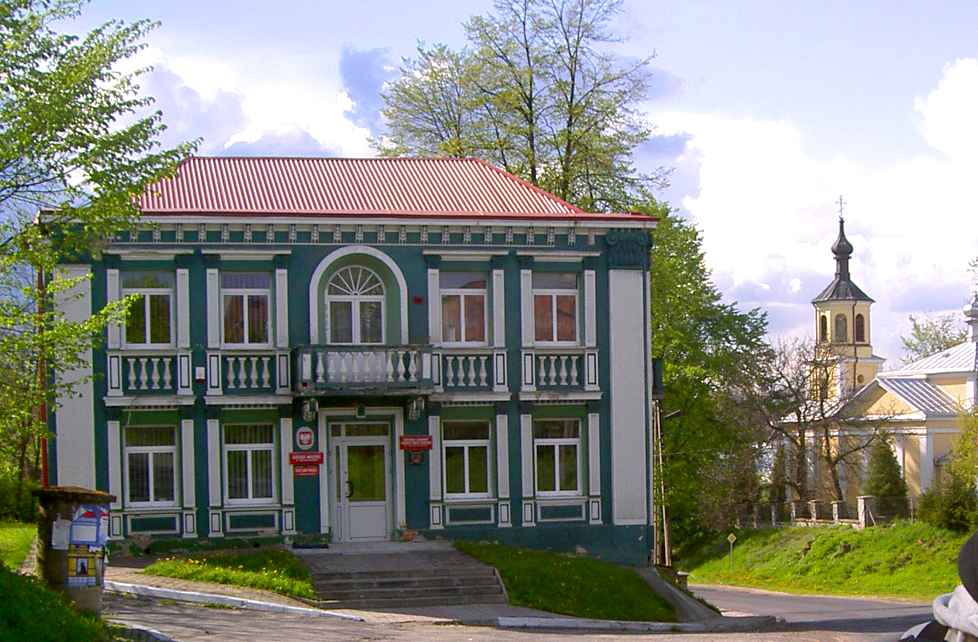
Дворец
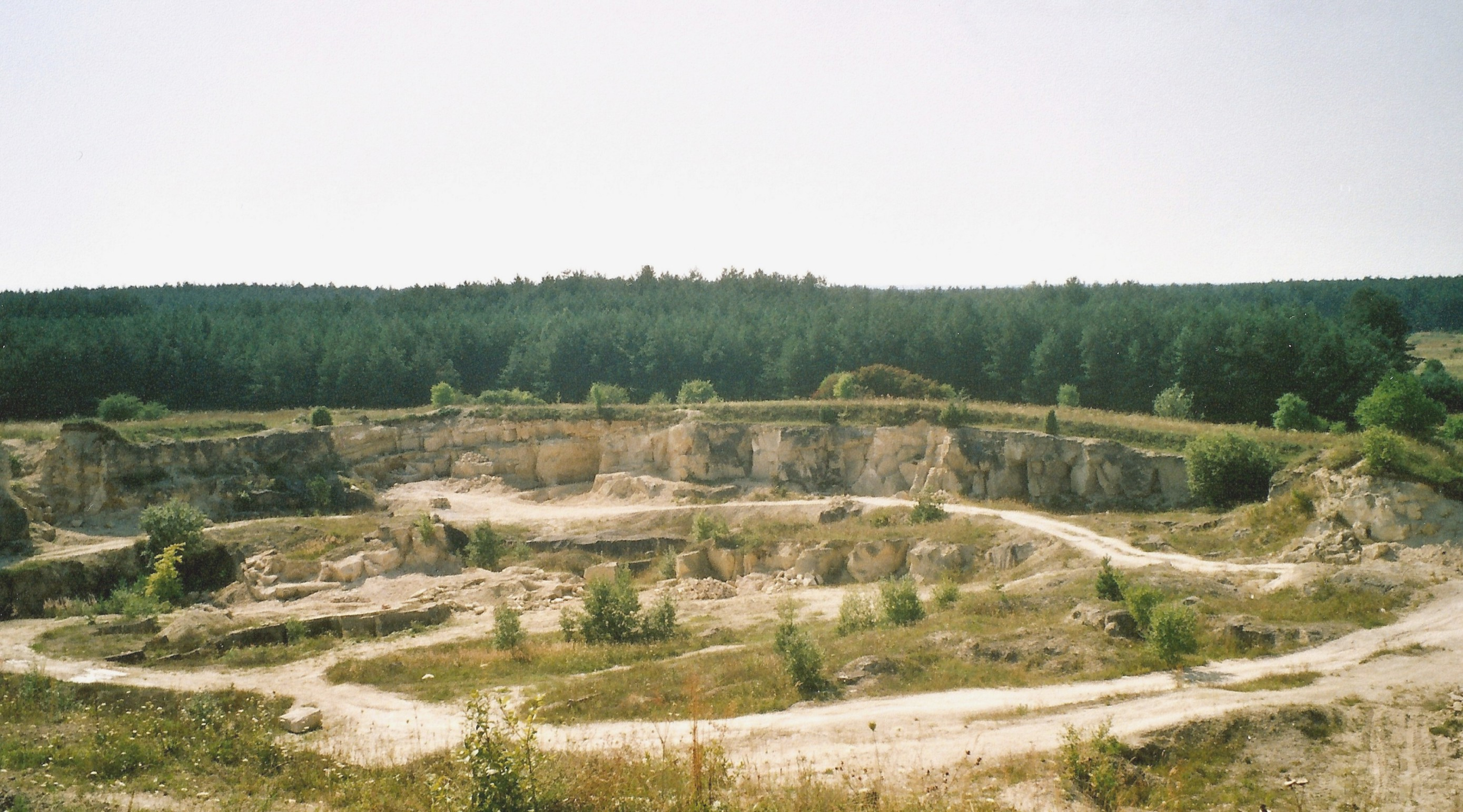